# Navacerrada
Navacerrada ist eine Kleinstadt und eine Gemeinde (municipio) mit 3.290 Einwohnern (Stand: 2024) im Nordwesten der Autonomen Region Madrid (Spanien).

## Lage und Klima
Der Ort Navacerrada liegt am Oberlauf des Río Samburiel (oder auch Río Navacerrada) in den südlichen Ausläufern der Sierra de Guadarrama ca. 53 km (Fahrtstrecke) nordwestlich von Madrid auf etwa 1200 bis 1300 m Höhe. Passhöhe und Skiort Puerto de Navacerrada befinden sich nur etwa 10 km nördlich. Das Klima im Winter ist kühl, im Sommer dagegen gemäßigt bis warm; Niederschläge in Form von Regen und Schnee (ca. 505 mm/Jahr) fallen überwiegend im Winterhalbjahr.

## Bevölkerungsentwicklung
| Jahr      | 1857 | 1900 | 1950 | 2000  | 2018  |
| Einwohner | 351  | 249  | 582  | 1.880 | 2.911 |

Der seit der Mitte des 20. Jahrhunderts zu verzeichnende deutliche Bevölkerungsanstieg ist im Wesentlichen auf die Nähe zum Großraum Madrid, den Bau eines Sanatoriums und den zunehmenden innerspanischen Tourismus zurückzuführen.

## Wirtschaft
Ursprünglich war das Gebiet nur eine Sommerweide für das Vieh der sich alljährlich im Sommer von den Tallagen in die Bergregionen aufmachenden Hirten (Transhumanz). Später kamen Ackerbau und Forstwirtschaft hinzu. Mit dem Bau einer Straße zu Beginn des 20. Jahrhunderts und der zunehmenden Bedeutung als Luftkurort und Sommerfrische erfuhr der Dienstleistungssektor einen enormen Aufwertung; hinzu kam ein Skigebiet oberhalb des Ortes.

## Geschichte

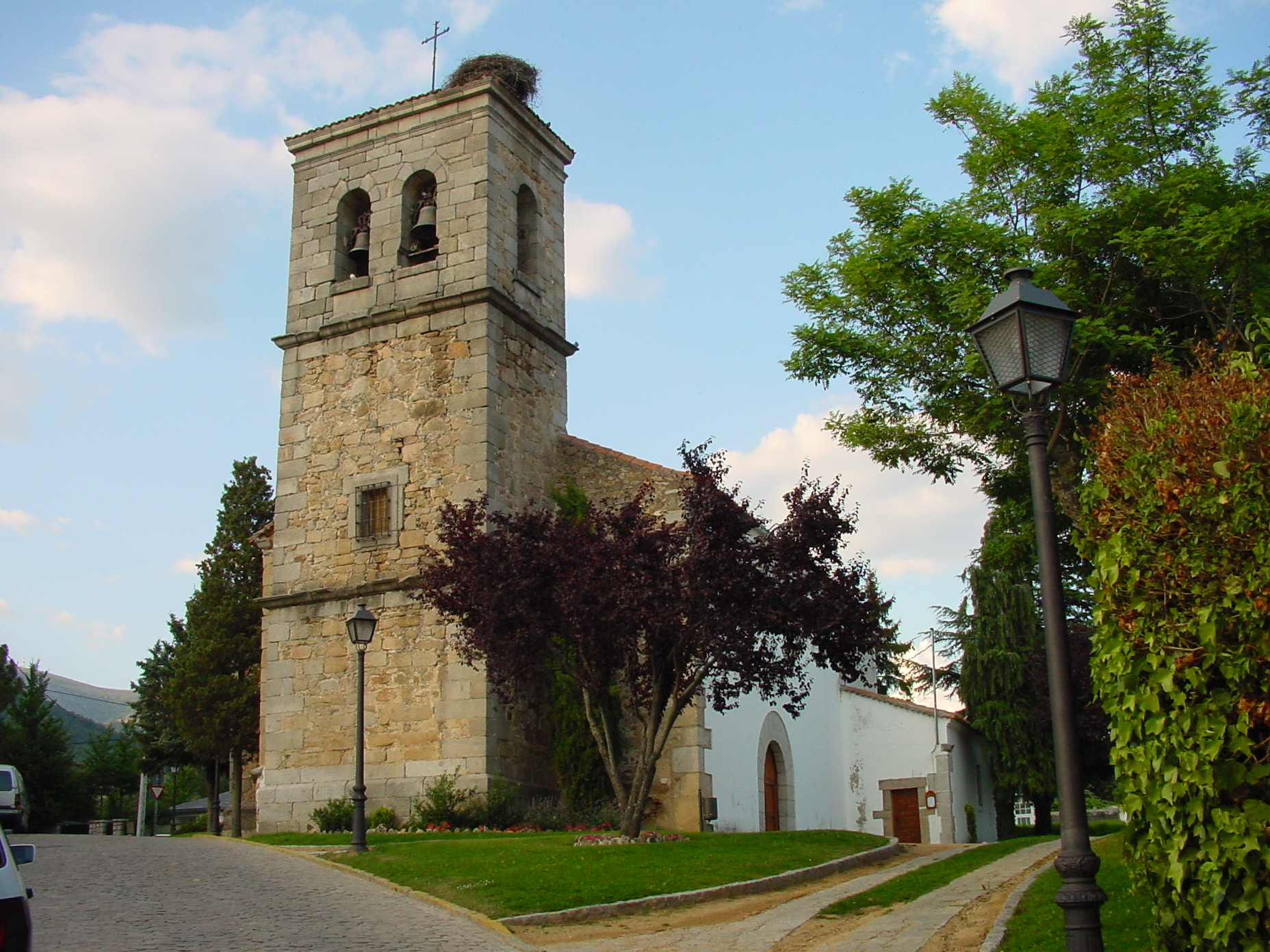
Iglesia de Nuestra Señora de Navacerrada

Keltische, römische, westgotische und selbst maurische Spuren wurden bislang nicht entdeckt. Das Gebiet wurde im 11./12. Jahrhundert von den Christen zurückerobert (reconquista); danach wurde es allmählich durch Neusiedler wiederbevölkert (repoblación). Zu dieser Zeit oder später entstand eine kleine Herberge für die Händler und Kaufleute auf ihrem Weg nach und von Segovia. Im Jahr 1435 kam das Gebiet in den Besitz von Iñigo López de Mendoza, dem Markgrafen (marqués) von Santillana, doch erst im Jahr 1636 erhielt der Ort die Stadtrechte (villa). Die heutige Kirche entstand im 18. Jahrhundert.

## Sehenswürdigkeiten
- Die Iglesia de Nuestra Señora de Navacerrada ist das älteste Bauwerk des Ortes; sie hat einen Glockenturm (campanario) und eine nach Süden ausgerichtete Vorhalle (portico). Das Kirchenschiff (nave) wird von einem offenen Dachstuhl überdeckt und enthält ein mittelalterliches Taufbecken.[4]
- Die Fuente de San Antonio ist eine seit Jahrhunderten genutzte Quelle mit einer in den 1950er Jahren neugestalteten Einfassung.[5]